# Hypolimnas octocula
Espèce

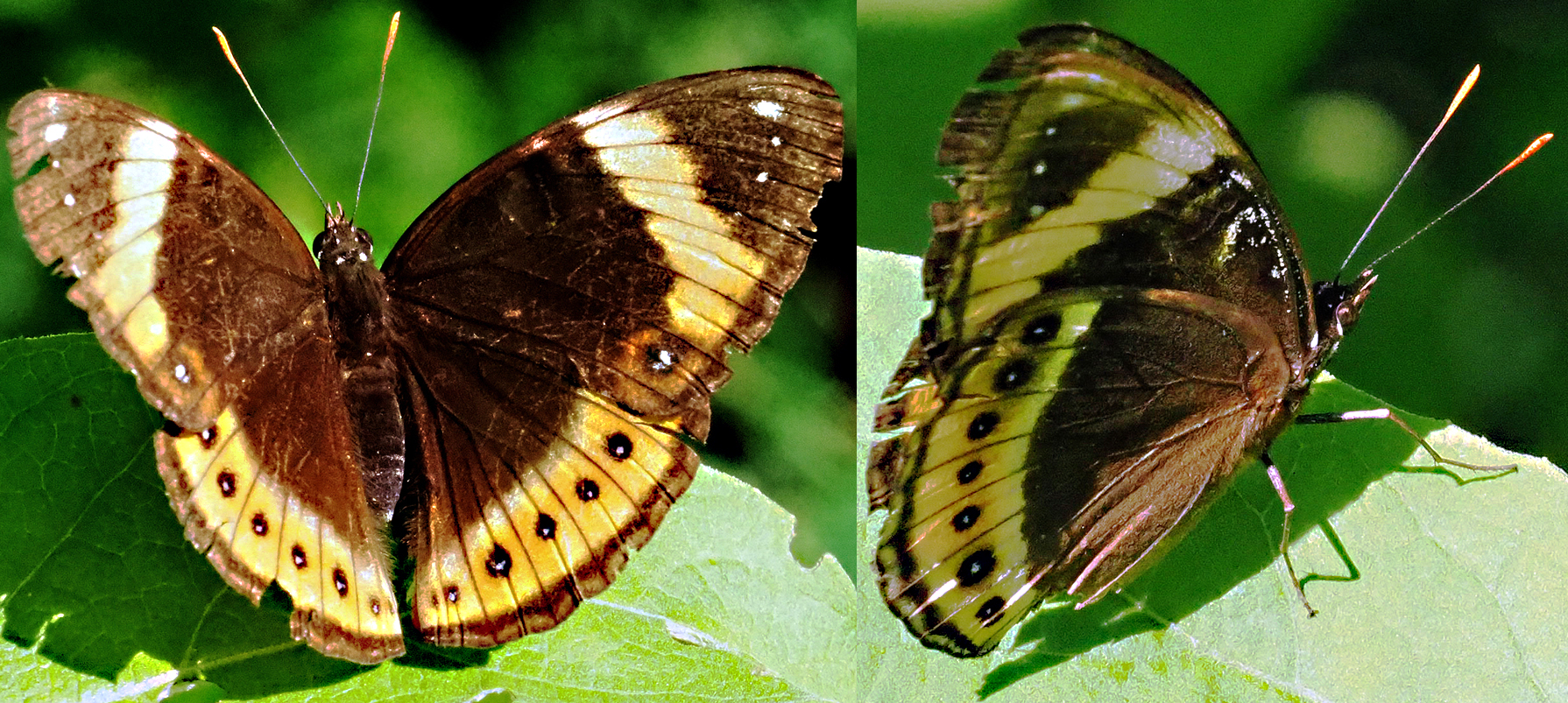
Hypolimnas octocula ssp. elsina Nouvelle Calédonie

Hypolimnas octocula est un insecte lépidoptère  de la famille des Nymphalidae, de la sous-famille des Nymphalinae et du genre Hypolimnas.

## Dénomination
Le nom d'Hypolimnas octocula a été donné par Butler en  1869.

### Noms vernaculaires
Hypolimnas octocula se nomme en anglais Eight-spot butterfly et Mariana Eight Spot Butterfly ou Forest Flicke.

### Sous-espèces
- Hypolimnas octocula octocula
- Hypolimnas octocula elsina Butler ; en Nouvelle-Calédonie à Grande terre et aux iles Loyauté.
- Hypolimnas octocula formosa Herrich-Schäffer ;
- Hypolimnas octocula marianensis[2]
- Hypolimnas octocula pallas Grose-Smith ;  au Vanuatu .

## Description
C'est un grand papillon marron aux ailes antérieures au bord concave avec une bande orange traversant l'aile, l'apex est un triangle marron, alors qu'une bande submaginale orange marquée d'une ligne d'ocelles marron pupillés de blanc orne les ailes postérieures.
Le revers est marron avec la même bande orange aux antérieures et la ligne submarginale de points blancs qui centrent les ocelles.

## Écologie et répartition
Il est présent au Vanuatu aux Îles Mariannes et en Nouvelle-Calédonie à Grande terre et aux iles loyauté. 

### Biotope
Il réside dans la forêt humide.

### Protection
Pas de statut de protection particulier.

## Philatélie
Il orne un timbre du Vanuatu et un timbre de Nouvelle-Calédonie de 1991 ( Hypolimnas octocula elsina et Pipturus incanus).